# Nikita Baženov
Nikita Aleksandrovič Baženov (in russo Никита Александрович Баженов?, traslitterazione anglosassone: Nikita Aleksandrovich Bazhenov; Bolshoye Bunkovo, 1º febbraio 1985) è un ex calciatore russo, di ruolo attaccante.